# Lycée Bellevue (Le Mans)
Pour les articles homonymes, voir Lycée Bellevue.
Le lycée Bellevue est un établissement scolaire du Mans (Sarthe), d'enseignement secondaire public. Il doit son nom à celui de la colline mancelle sur laquelle il est construit.
Une partie du lycée occupe les bâtiments de l’Abbaye Saint Vincent, abbaye bénédictine fondée par l'évêque Domnole en 572. Il dépend de l'académie des Pays de la Loire, nommée Académie de Nantes, et est l'un des deux « grands lycées » de la ville du Mans, aux côtés du Lycée Montesquieu. Enseignant toutes les options générales, le Lycée Bellevue jouit cependant dans le département sarthois d'une réputation « littéraire » bien ancrée, et a pour particularité de dispenser un enseignement artistique.

## Histoire

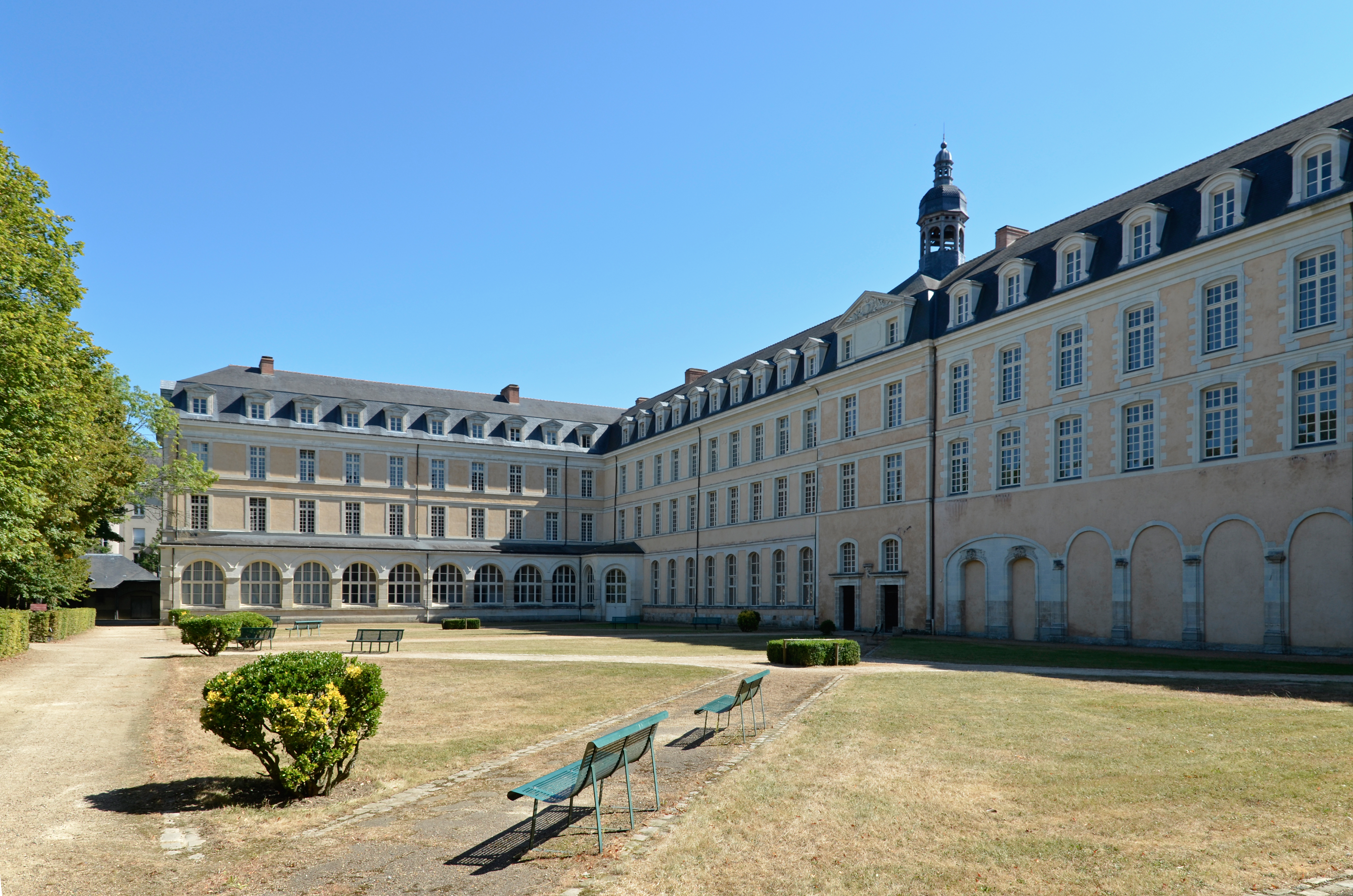
Parc de l'Abbaye St-Vincent, versant Nord

### Les débuts: l'Abbaye Saint-Vincent
C'est l'évêque Domnole qui, vers 572, fonde l'Abbaye Saint-Vincent, qui est l'une des plus grandes abbayes bénédictines françaises. Jusqu'au XVIIIe siècle, l'abbaye subit plusieurs constructions et reconstructions, inaugurant ainsi un lent processus de métamorphose qui modela l'architecture des lieux au fil des siècles. Durant de nombreuses années, l'abbaye eut une des bibliothèques les plus fournies d'Europe, ce qui en fit un véritable centre culturel.
En 1789, le bâtiment n'héberge plus que 16 moines. À la suite de la Révolution, Saint-Vincent devient bien national et est transformé en caserne en 1791.
En 1806, l'administration militaire ordonna la démolition de la magnifique église abbatiale (première église romane de la région), prétendument pour avoir interféré avec les manœuvres des soldats.
Entre 1816 et 1906, c'était un grand séminaire de la Diocèse du Mans. Des étudiants célèbres de seminaire étaient Benoît-Marie Langénieux, Guillame Meignan, Edouard Sorin, et Basil Moreau.
En 1906, à la suite de la séparation de l'Église et de l'État, le bâtiment devient un asile pour vieillards, et abrite en même temps les archives départementales jusqu'en 1937.

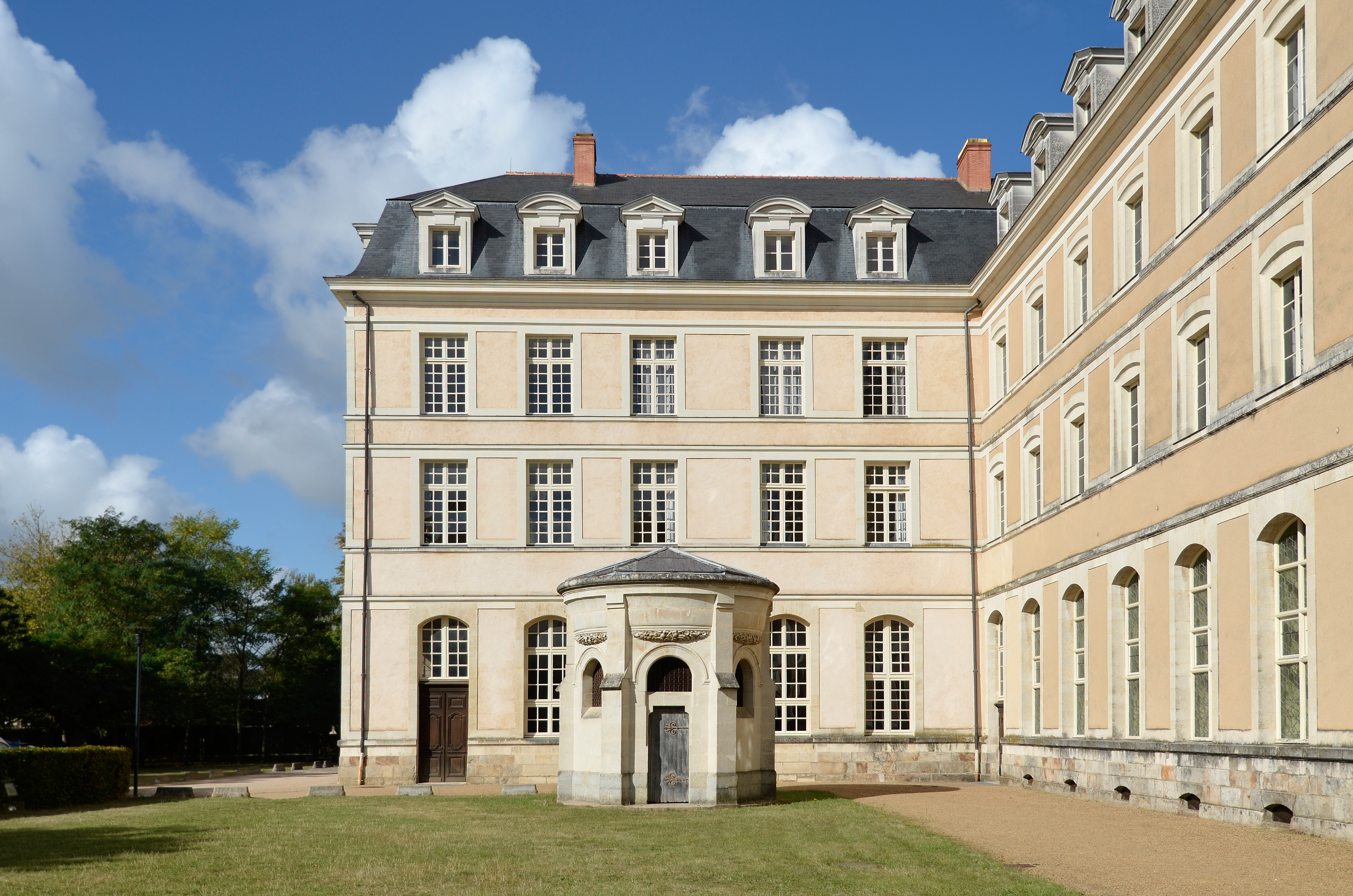
Façade Sud et pigeonnier

### De l'Internat au Lycée
En 1954, l'Abbaye devient internat pour les jeunes filles étudiant au Lycée Berthelot (aujourd'hui Collège Berthelot). Les étages sont alors aménagés pour elles, les salles en dortoirs, en réfectoire et en salle d'études.
À 15 minutes du lycée de Jeunes filles, l'internat est beaucoup trop loin, obligeant alors les internes à s'organiser pour arriver à l'heure au lycée. Alors vient la décision d'émigrer le lycée à l'internat, et de faire de l'établissement de la rue Berthelot un collège.
La sectorisation étant florissante à cette époque, il fallait trouver un moyen de scolariser tous les élèves du centre-ville. C'est alors que la décision est prise en 1965. La même année, une annexe moderne, communément baptisée Externat par les enseignants, les élèves et le personnel du nouveau lycée, ainsi que ses installations sportives (gymnase et piscine), sont construites au nord-est de l'Abbaye, de l'autre côté de la rue dite « de Bellevue », laquelle abrite un souterrain reliant les parties ancienne et moderne de l'établissement. L'Abbaye est alors partiellement rénovée, pour accueillir un  un internat et un réfectoire pour les pensionnaires et les demi-pensionnaires. Il existe alors 3 lycées au Mans, mais un est en trop. Les Internes de Berthelot sont alors automatiquement inscrites au lycée dit "Bellevue". Le Lycée de jeunes filles devient alors mixte, et se renomme Lycée Berthelot en 1972. Cependant, cette dénomination sera de courte durée car en 1972-1973, le lycée deviendra officiellement Collège Berthelot. Bellevue devient un lycée mixte aussi à cette époque, tout comme Montesquieu, à 200 mètres.
Il faut attendre les années 1990 pour que l'Abbaye soit l'objet d'une complète rénovation. Celle-ci permit l'ouverture de dix-sept classes, la restructuration de l'internat et la modernisation du service de restauration.
Depuis les années 1980, le Lycée Bellevue a une réputation de lycée littéraire et artistique, comprenant de nombreuses classes littéraires, et peu de classes scientifiques, au contraire du lycée Montesquieu qui comprend quelque deux classes littéraires par an, et plusieurs classes scientifiques.
Cependant, Bellevue perd sa réputation de « littéraire et artistique », et Montesquieu de « scientifique » depuis les années 2005, les effectifs dans ces sections étant approximativement les mêmes.

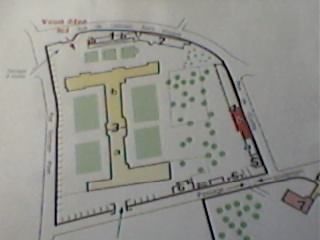
Plan de L'abbaye

## Classement du lycée
En 2015, le lycée se classe 11e sur 19 au niveau départemental quant à la qualité d'enseignement, et 1582e au niveau national. Le classement s'établit sur trois critères : le taux de réussite au bac, la proportion d'élèves de première qui obtient le baccalauréat en ayant fait les deux dernières années de leur scolarité dans l'établissement, et la valeur ajoutée (calculée à partir de l'origine sociale des élèves, de leur âge et de leurs résultats au diplôme national du brevet).

## Enseignement

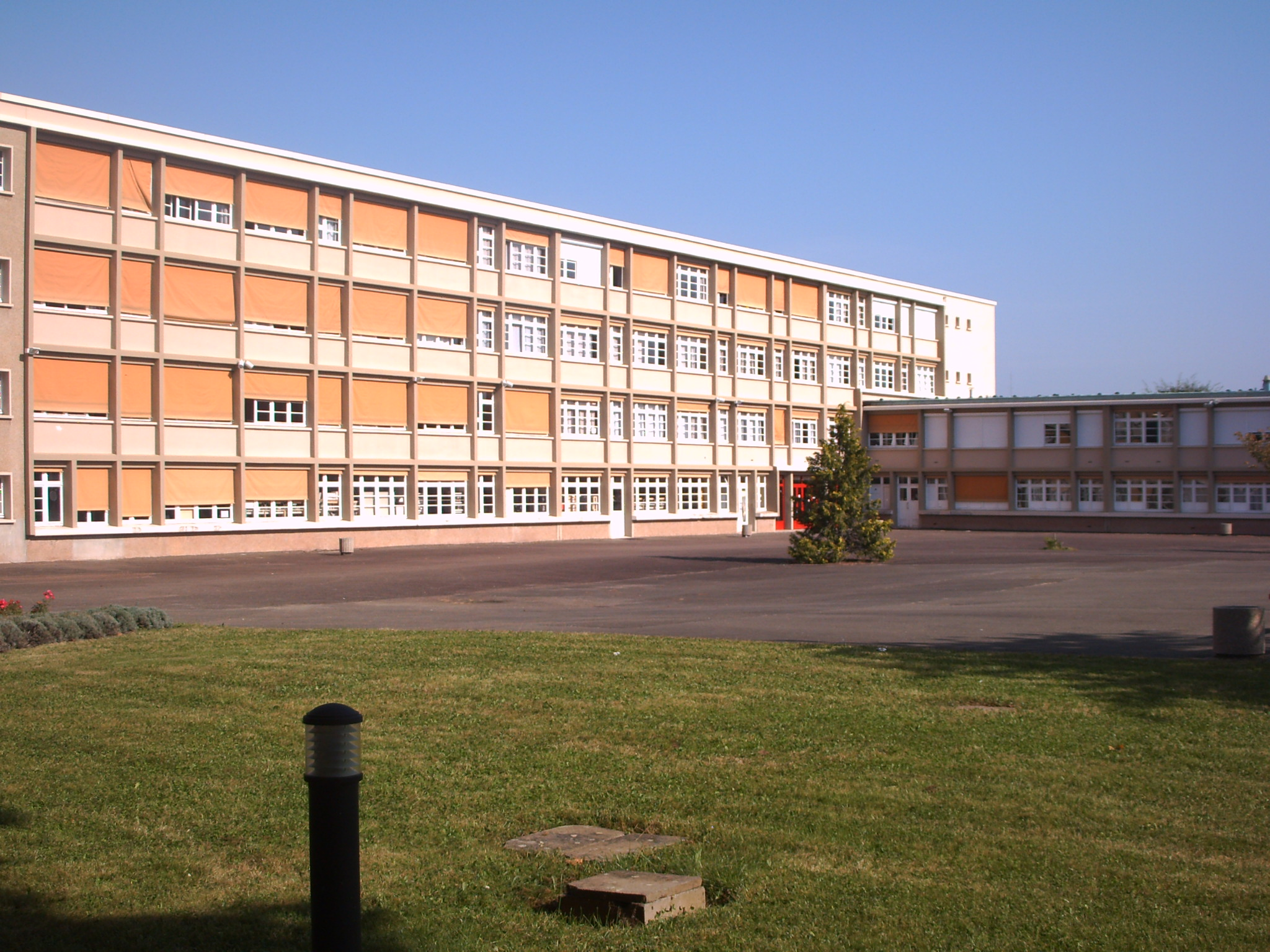
Externat

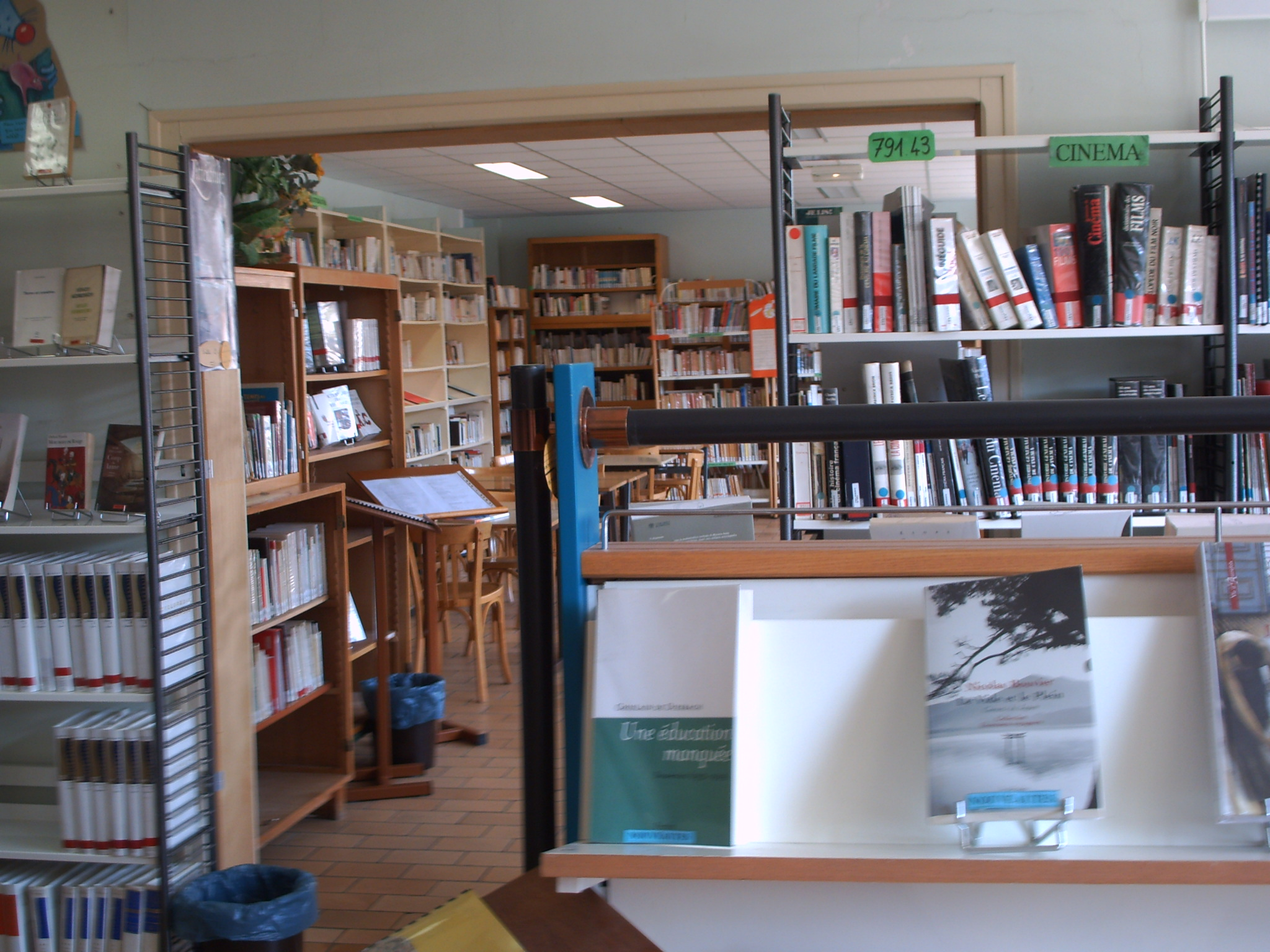
CDI

- La particularité du Lycée Bellevue fut la présence importante des jeunes filles et du littéraire L (Lycée Montesquieu le Bac S, Lycée Gabriel Touchard le Bac ES).
- Le lycée Bellevue a la particularité d'enseigner:
- le latin, le grec
- la langue chinoise
- les arts, en enseignement optionnel (en Seconde) puis en spécialité (en Première et Terminale):
- Arts plastiques
- Cinéma-Audiovisuel
- Musique
- Théâtre
- Dès la rentrée 2010, le lycée offre aux élèves germanistes la possibilité de préparer le baccalauréat français et l'Abitur allemand avec l'ouverture d'une section ABIBAC[5]. Le lycée Bellevue est le premier du département à proposer cette section, et le deuxième de l'académie (le lycée Guist'hau de Nantes a ouvert cette section en septembre 2006)
- Depuis l'année scolaire 2011-2012, le lycée propose la section BACHIBAC qui fonctionne sur le même système que ABIBAC mais pour la langue espagnole. Depuis la rentrée 2014, le lycée propose la section ESABAC pour l' italien
- Le lycée dispose d'une salle de montage (option Cinéma - Audiovisuel), d'une salle de théâtre, et de plusieurs salles de musique
- Le lycée Bellevue comprend dans son enceinte un gymnase.
- Quant à son CDI, il s'agit de l'un des plus importants du département de la Sarthe, possédant plus de 35 000 documents nourrissant la diversité des filières : artistiques, langues vivantes et anciennes, scientifiques, littéraires...
- Le lycée comporte une fanfare: la fanfare de Bellevue (anciennement Les Rats en Congé) qui participe aux événements  de l'établissement et autres manifestations culturelles extérieures (essentiellement sur le grand ouest).